# エア・ボツワナ
エア・ボツワナ（Air Botswana）は、ボツワナの航空会社で、同国のフラッグ・キャリアである。

## 概要
エア・ボツワナは同国最大の航空会社で、かつ同国のフラッグ・キャリアである。1972年7月に2つの航空会社を統合して設立された。
現在はハボローネのセレツェカーマ国際空港をハブ空港とし、南アフリカ共和国とジンバブエに国際線を運航するほか、ボツワナ国内に路線を持つ。また、ケニア航空とのコードシェア運航も行っている。

## 就航先

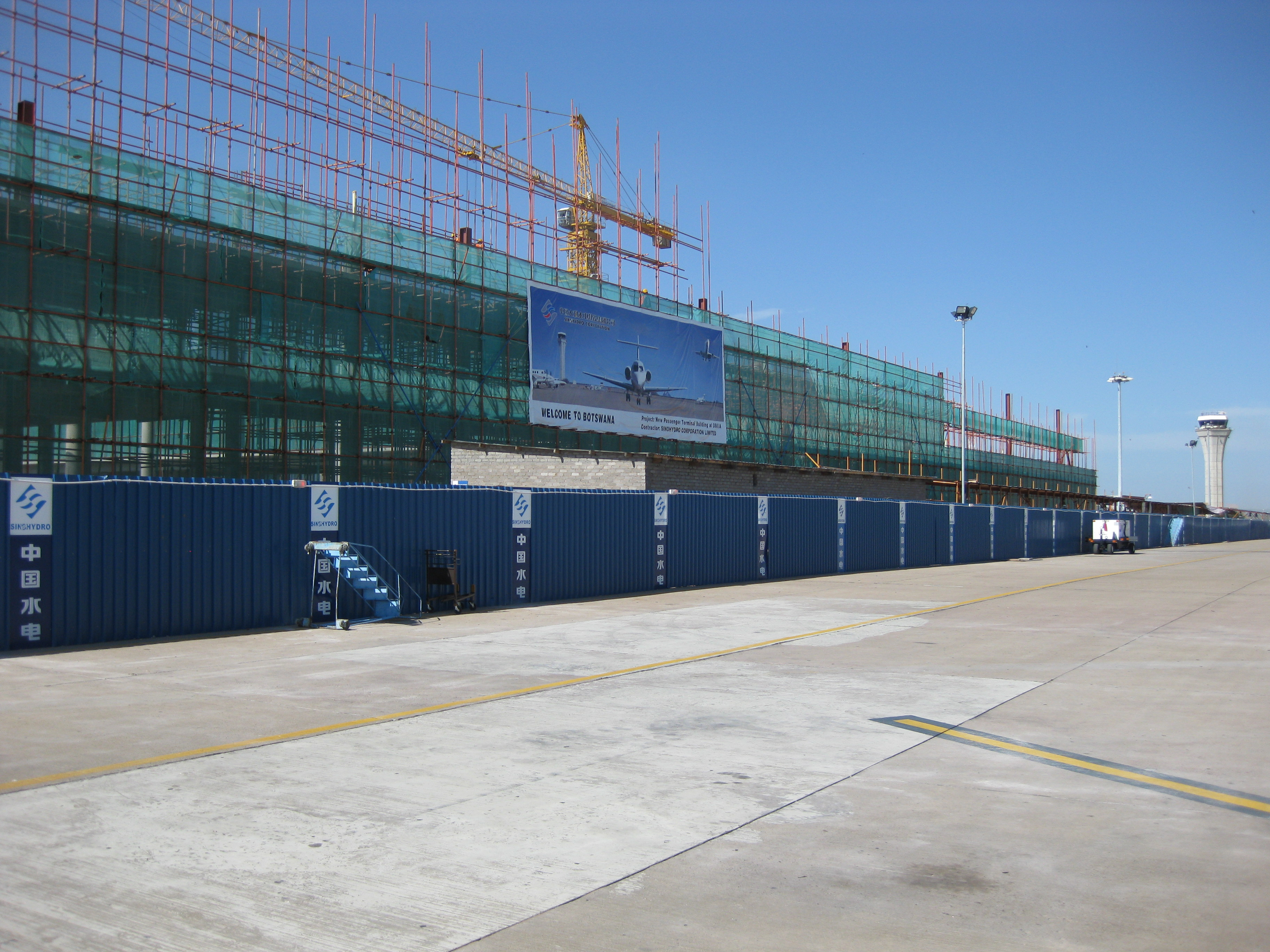
ハボローネのセレツェカーマ国際空港

### 国内
- ハボローネ
- マウン
- フランシスタウン
- カサネ

### 国外
- ヨハネスブルグ
- ケープタウン
- ルサカ
- ハラレ

## 保有機材

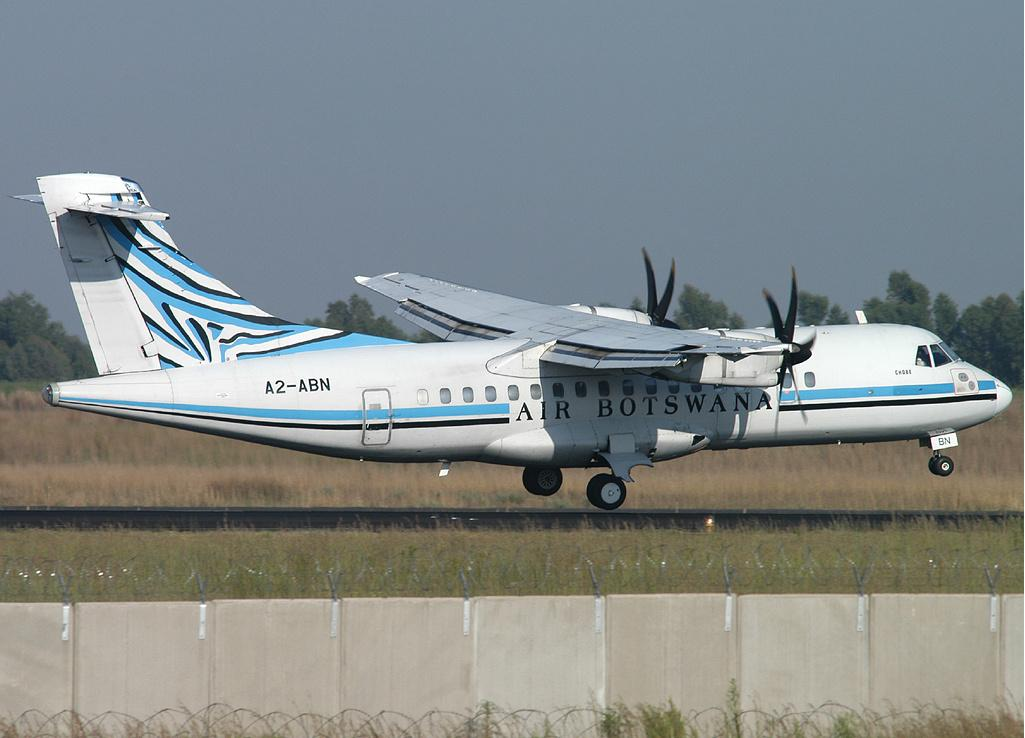
エア・ボツワナのATR42型機

| 機種               | 保有数 | 座席数 | 備考                           |
| ------------------ | ------ | ------ | ------------------------------ |
| ATR 72-600         | 2      | 70     |                                |
| エンブラエルERJ145 | 2      | 50     | 2025年導入。天津航空の中古機。 |
| エンブラエルERJ170 | 2      | 88     |                                |

### 過去

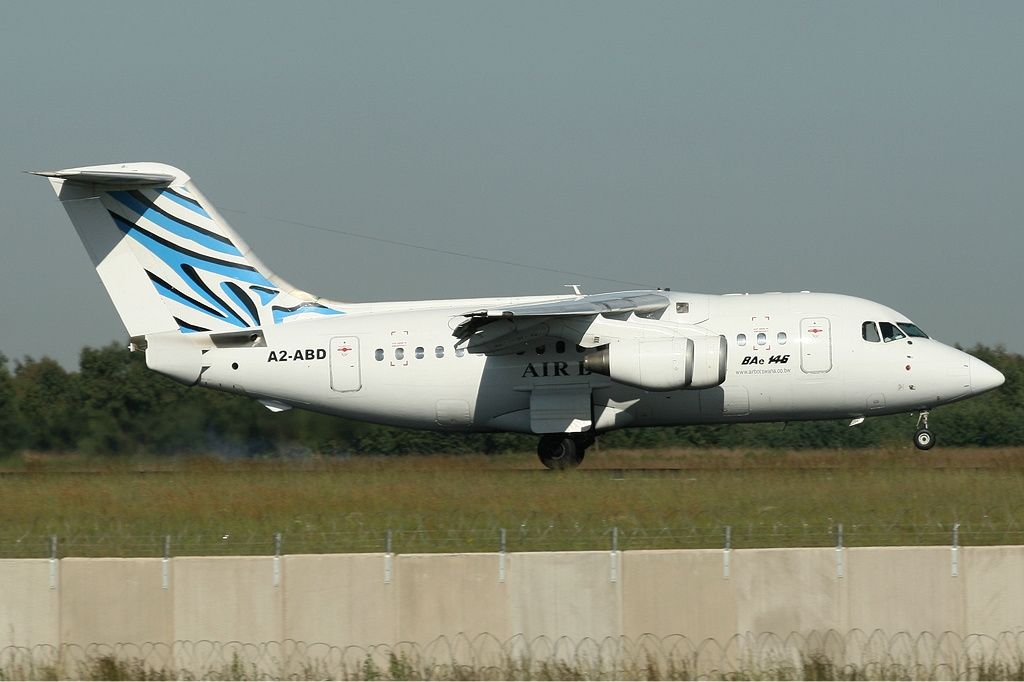
BAe 146-100

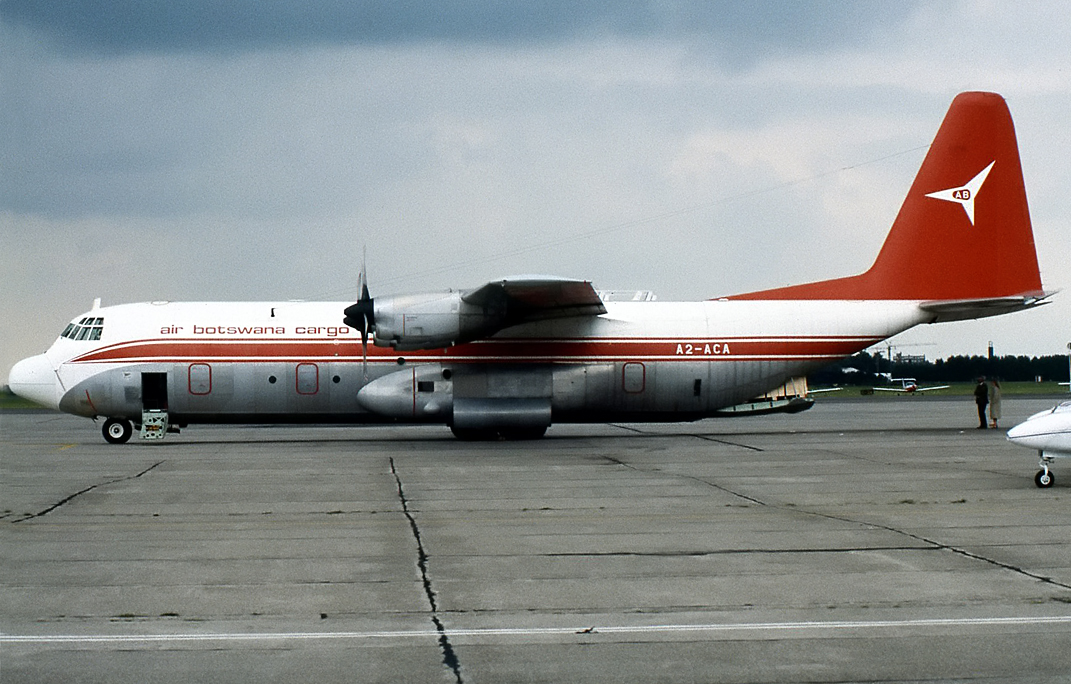
ロッキード L-382

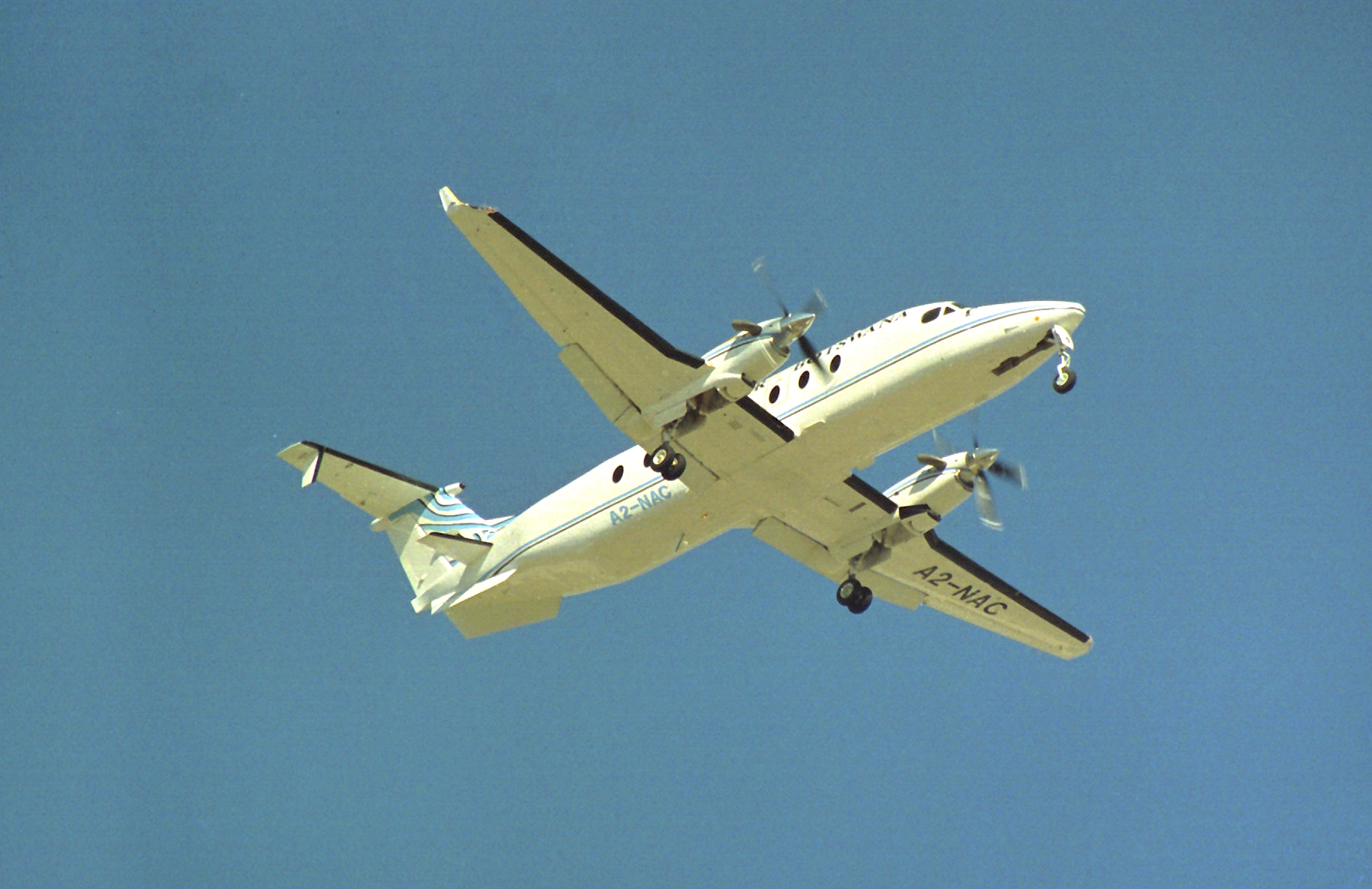
ビーチ・クラフト 1900D

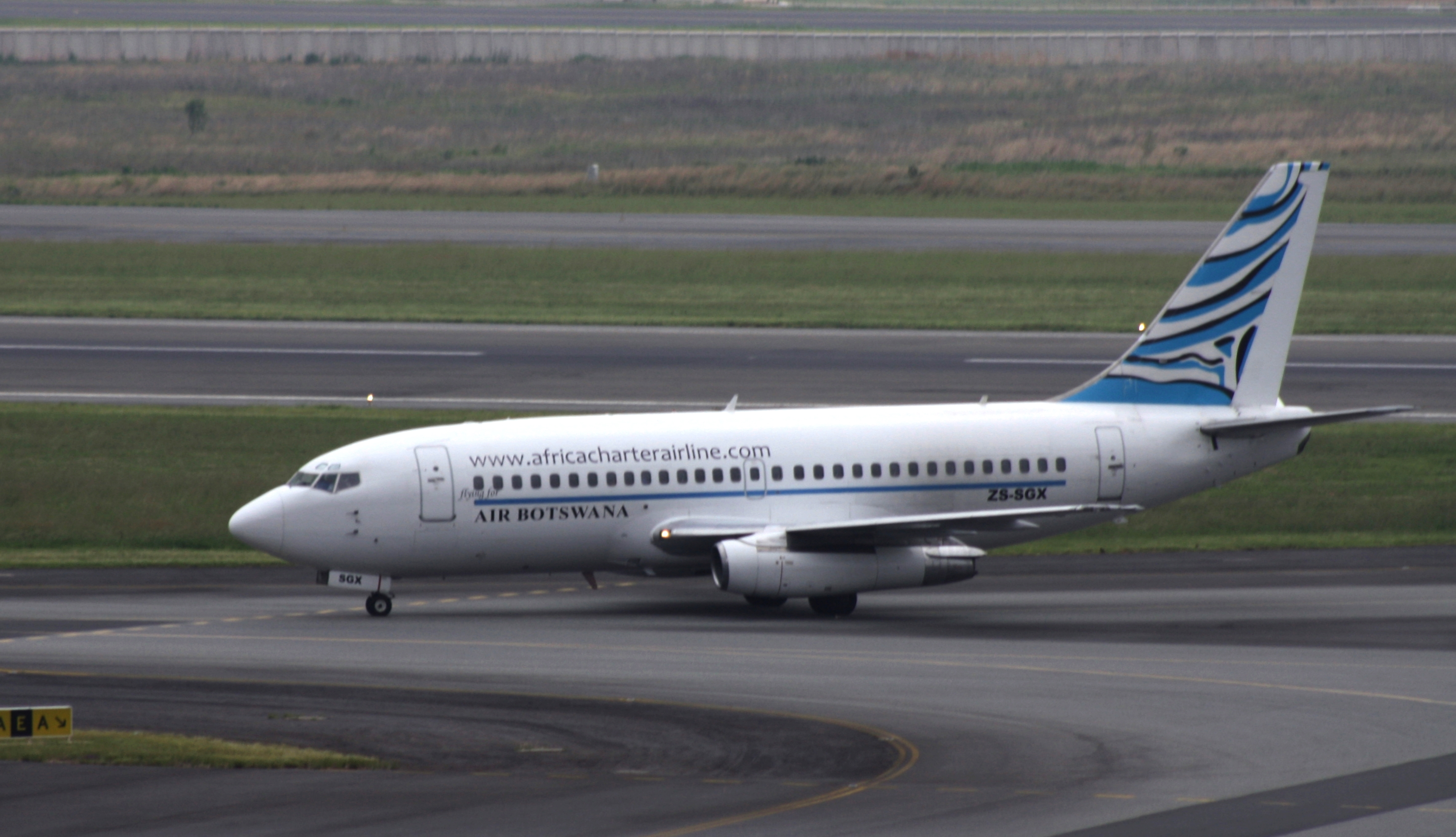
B737-200

- ブリティッシュ・エアロスペースBAe 146
- ATR42
- フォッカー F27
- ヴィッカース バイカウント
- ボーイング737
- ロッキードL-382

## 事件・事故
- 1999年10月11日、自殺目的でパイロット1人がセレツェカーマ国際空港からATR 42-320（A2-ABB）を離陸させ、2時間近く空港上空を旋回した。パイロットは、エア・ボツワナに恨みを持っていると管制官に話し、建物に衝突させると脅した。その後、パイロットは駐機されていたエア・ボツワナの2機のATR 42に機体を突っ込ませた。機体は炎上し、パイロットの男性は死亡した。当時、エア・ボツワナは3機のATR 42とBAe 146を1機保有していたが、BAe 146は技術的問題のため使用できない状態だった。この事件で、運航出来る機体を全て喪失したため、 しばらく運航ができなくなった。